# هارون ويبستر
هارون ويبستر (بالإنجليزية: Aaron Webster)‏ هو لاعب كرة قدم بريطاني في مركز الدفاع، ولد في 19 ديسمبر 1980 في دربي في المملكة المتحدة. لعب مع نادي بيرتن ألبيون.

## وصلات خارجية
- هارون ويبستر على موقع قاعدة بيانات كرة القدم.إي يو (الإنجليزية)
- هارون ويبستر على موقع Soccerbase.com (لاعب) (الإنجليزية)